# Roland Steuk

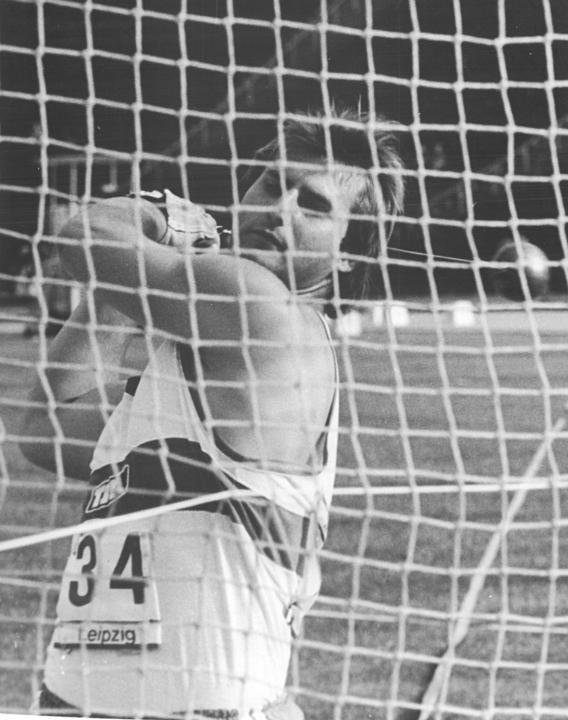
Roland Steuk 1978

Roland Steuk (* 5. März 1959 in Berlin) ist ein deutscher Leichtathlet und Olympiateilnehmer, der – für die DDR startend – in den 1970er und Anfang der 1980er Jahre ein erfolgreicher Hammerwerfer war.
Er gewann bei den Junioreneuropameisterschaften Silber im Kugelstoßen (17,61 m) und Gold im Hammerwurf (70,78 m). Im Jahr darauf wurde er im Erwachsenenbereich Vizeeuropameister (77,24 m), was sein größter Erfolg bleiben sollte. Bei den Olympischen Spielen 1980  in Moskau erreichte er Rang vier (77,54 m) und bei den Europameisterschaften 1982 wurde Steuk Siebter (74,76 m). In Helsinki schaffte er 1983 bei den ersten Weltmeisterschaften nur einen gültigen Versuch (72,10 m) und landete auf Platz zwölf. Steuk wurde von 1978 bis 1983 sechsmal in Folge DDR-Meister.
Roland Steuk gehörte dem TSC Berlin an. Er wog in seiner aktiven Zeit 120 kg bei 1,89 m Körpergröße. Im Rahmen des Staatsdopings in der DDR nahm auch Steuk Anabolika ein. Er heiratete die Mittelstreckenläuferin Martina Kämpfert.